# Prosimnia
Genre
Synonymes
- Prosimnia (Prosimnia) Schilder, 1927

Prosimnia est un genre de mollusques gastéropodes marins de la famille des Ovulidae. 

## Synonyme
- Prosimnia (Prosimnia) Schilder, 1927[1]

## Liste d'espèces
Selon World Register of Marine Species (30 septembre 2017) :
- Prosimnia blackae Beu & B. A. Marshall, 2011 †
- Prosimnia boshuensis Cate, 1973
- Prosimnia draconis Cate, 1973
- Prosimnia hepcae Lorenz & Fehse, 2011
- Prosimnia korkosi Fehse, 2005
- Prosimnia piriei (Petuch, 1973)
- Prosimnia renovata Iredale, 1930
- Prosimnia semperi (Weinkauff, 1881)